# ネコブカビ類
ネコブカビ類（Phytomyxea もしくは Plasmodiophorid）は、寄生性の原生生物の一群である。アブラナ科等の農作物の植物を宿主に持つものがあり、従って農業的に重要な病原体でもある。かつては変形菌に近縁と考えられた。

## 概要
ネコブカビ類は細胞内寄生性の真核生物である。その栄養体は多核体で不定形である。宿主は主として陸上植物であるが、一部のものはストラメノパイルであるフシナシミドロやミズカビ類に寄生する。
この生物が寄生すると、病巣となった組織が肥大したり、異常な細胞分裂を起したりすることがある。ネコブカビの名も、代表種である Plasmodiophora brassicae が感染した植物の根にコブを作ることに由来する。P. brassicae のように農作物に感染するものは植物病原体として扱われる。また、植物のウイルスの伝播を仲介することが知られている。

## 体制
ネコブカビ類の細胞形態には、アメーバ型の栄養体（変形体）、運動性を持たない休眠胞子体、鞭毛を持つ遊走細胞（遊走子）の3型がある。これらは後述する生活環を経る過程で互いに遷移する。

### 栄養体
宿主細胞内に侵入した細胞は栄養体となる。栄養体は多核体で細胞壁のないアメーバ型であり、内部に原形質流動が見られることから、変形体とも呼ばれる。ただし、積極的な移動は行わず、食作用も見られないなど、変形菌のそれとはかなり異なるものである。
ネコブカビ類の多くについて、変形体はさらに2種類に分けられることが知られている。一つは一次変形体（primary plasmodium）あるいは胞子変形体（sporangial plasmodium）と言われるもので、これは遊走子嚢堆形成を経て薄膜の遊走子（二次遊走子）を作る。もう一つは二次変形体（secondary plasmodium）あるいは（sporogenic plasmodium）と言われ、これは休眠胞子堆（sorus）を経て厚壁の休眠胞子を形成する。いずれの変形体でも体細胞分裂が行われるが、これには中心粒が関与していると考えられている。核分裂は核膜内部で行われ（核膜残存型）、核膜内に紡錘体が形成される。染色体は核小体の回りに円周状に配置する。この際、核小体は両極に向けて長く伸びるため、これを側面から観察すると核小体と染色体の列が十字をなすように見える。このような核分裂の型を十字型（cruciform）核分裂という。なお、これらの変形体がそれぞれ遊走子や休眠胞子を生じる際の分裂では、十字型核分裂は見られない。
遊走子は宿主細胞に侵入すると単核のアメーバ状となり、これは数個に分裂した後、多核の変形体へと成長を始める。一次変形体は互いに融合する例が観察されている。普通は宿主細胞内で一杯に成長した後、細かく断裂してそれぞれが遊走子となる。あるものではそれらの細胞は一旦まとまって遊走子嚢堆となり、ここから二次遊走子を放出する。
二次変形体も見かけは一次変形体と良く似ているが、成熟すると宿主細胞内に多数の休眠胞子を形成する点が異なる。この時、それぞれの群で独特な形の休眠胞子堆が作られる。この休眠胞子堆は属を分ける分類形質でもある（後述）。

### 休眠胞子
休眠胞子（resting spore）は宿主細胞が崩壊することで放出され、発芽して一次遊走子を放出し、これが宿主に感染する。休眠胞子の細胞壁は主としてキチン質である。休眠胞子は数年間は休眠状態で生存することが知られている。また、動物の消化管を通っても生存することが知られているものもある。このため、病気植物を食べた家畜の堆肥が感染源となる場合がある。また、これは動物による分散の可能性をも示唆する。

### 遊走細胞
遊走細胞である一次遊走子、二次遊走子は共には単核で、2本の鞭毛を持つ。この鞭毛はいずれも鞭型で、長さの異なる不等長鞭毛である。ただしストラメノパイルのような管状小毛は無い。これを一本を後ろに引くとの記録もあるが、現在では前に二本と見なされている。

## 生活環
代表種であるネコブカビ（Plasmodiophora brassicae）の例を説明する。ただし本種も含めてネコブカビ類は絶対寄生菌であり、宿主細胞なしにその生活環を全うするような培養は成功していない。従って本説明も断片的な観察を繋いで推測されたものである。
宿主の細胞内に存在する変形体は一次変形体もしくは二次変形体である。一次変形体は遊走子嚢堆を形成し、ここから二次遊走子が放出される。二次遊走子は再び宿主細胞に感染すると二次変形体に発達し、これは休眠胞子堆から休眠胞子を生じる。休眠胞子は発芽すると一次遊走子となり、これから一次変形体を生じる。なお、二次遊走子が二次変形体を経ずに一次変形体となる経路も示唆されている。
このように、この生物の生活環では二通りの栄養体が交互に現れ、それぞれ形は似ているがやや異なった胞子を形成する。このことから、世代交代が行われていて、核相の交代も起こっているのではないかとの予想が成り立つ。しかし、これについては確実な証拠はない。具体的にはシナプトネマ構造（synaptonemal complex）が二次変形体から休眠胞子が形成される前に発見されている。これは減数分裂を示唆するものと考えられている。他方、一次変形体ではこれは見つかっていない。したがって、休眠胞子は減数分裂によって形成され、この胞子が単相なのであると考えられている。しかし、接合と核融合についてはほとんど分かっていない。二次遊走子の接合が観察された例はあるが、核の融合は確認されておらず、その生活環との関連も明らかではない。

## 感染
一次遊走子および二次遊走子は宿主に接触すると被嚢し、その内部に rohr と呼ばれる管状の空洞が生じる。これは宿主細胞に向けて伸び、その先端は宿主細胞に向けて突出し、ここに stachel と呼ばれる針状の構造ができる。その先端が膨らみ、針が押し込まれて宿主の細胞壁を破壊すると、原形質が細胞に侵入を始める。ある例では、この侵入には一秒しか要しなかったという。

## 寄生性
ネコブカビ類はすべて絶対寄生性であるが、胞子を形成する際に細胞を殺すので、特に殺生性（Necrotrophic）と言われる。ネコブカビ類と宿主の間には、比較的明確な宿主特異性がある。この生物の分布は、ほぼ宿主の分布に依存している。宿主になるのは陸上の維管束植物と水草、それに卵菌類を含むストラメノパイルである。
維管束植物に寄生した場合、hypertroph あるいは hyperplasia と呼ばれる異常な膨大や細胞分裂が引き起こされ、維管束組織の分断が引き起こされる。また、ネコブカビ類が寄生すると花芽形成が抑制される場合がある。これは、花への栄養供給によって寄生体への栄養供給が減少することを避ける効果があるとも言われる。

## 利害
ネコブカビ属（Plasmodiophora）は、1877年にキャベツの根こぶ病の病原体としてボロニンに発見された。この種 P. brassicae は他にアブラナやダイコンなどのアブラナ科植物の根に寄生し、根の肥大と異常な枝分かれを引き起こし、次第に地上部の発育にも悪影響を及ぼす。この菌は休眠胞子で土壌中で何年も生き延びるため、根絶が難しい。また、アブラナ科の雑草や、それ以外の若干の植物にも寄生することが知られており、そこで生き延びて感染源となる可能性も指摘されている。
もう一つ有名なのはジャガイモの粉状そうか病を引き起こすスポンゴスポラ Spongospora である。S. subterranea var. subterranea はジャガイモのほかにトマトにも寄生する。また、この菌は Potato-mop-top ウイルスの伝播を行うことが知られている。またこの菌はナス科の雑草にも寄生するため、ジャガイモを長期にわたって栽培しない場合も、この菌が雑草上で生き延びてウイルスの感染源として働く。
同様にポリミクサPolymyxaは、Polymyxa betaeがテンサイそう根病の病原であるビートえそ性葉脈黄化ウイルスを、P. graminis がコムギやオオムギの縞萎縮病ウイルスを伝播する。

## 培養
上記のように絶対寄生菌であり、純粋培養は全く行われていない。培養や保存には宿主植物を育ててこれに感染させることが行われている。なお、培養に関しては宿主の組織培養を用いて培養に成功した例が若干ながらある。卵菌類に寄生するものについては、それらを分離する標準的な方法である釣り餌法により、麻の実を餌として分離培養できる。

## 系統と分類
栄養体が変形菌の変形体に似た特徴があるので、かつては変形菌門に位置付けられていた。また寄生性粘菌とも呼ばれ、変形菌門の下、ネコブカビ綱（Plasmodiophoromycetes）ネコブカビ目（Plasmodiophorales）に分類された時期もある。この生物にカビの名があるのも、この分類上の位置付けによる。菌類の他に、不等毛植物門の下位に置かれる場合もあった。近年（特に2003年以降）では、分子系統解析に基づきケルコゾアの中に独立の亜門もしくは綱として置かれている。
ネコブカビ類そのものは様々な共通の形態的特徴、すなわち共通の核分裂様式、胞子細胞壁組成、遊走細胞の鞭毛装置構造などを有し、良くまとまった単系統の群であると考えられている。10属30種ほどが知られるが、すべて一つの目にまとめ、1ないし2つの科にまとめる。主として休眠胞子の集まる状態、どのような形の休眠胞子堆を形成するかによって属の区別がなされている。たとえばネコブカビは決まった形態を取らないのが特徴であり、スポンゴスポラは内部に空洞の多いスポンジ状の構造をとる。また Tetramyxa は4個ずつ、Octomyxa は8個ずつの休眠胞子が塊を作る。胞子自体の形態等はあまり考慮されない。
ネコブカビ門 Phytomyxea Engler and Prantl, 1897, Plasmodiophorida Cook, 1928, Plasmodiophoromycota Whittaker, 1969
- ネコブカビ綱 Plasmodiophoromycetes
  - ネコブカビ目 Plasmodiophorales
    - ネコブカビ科 Plasodiophoraceae
      - ネコブカビ　Plasmodiophora：アブラナ科、トチカガミ科、アマモ科に寄生。休眠胞子は多くの場合塊を形成しない。
      - スポンゴスポラ Spongospora：ジャガイモ、まれにトマトに発生。休眠胞子堆は球形から楕円形で内部がスポンジ状。
      - ポリミクサ Polymyxa：小麦、サトウダイコンなどに寄生。休眠胞子堆は特定の形をとらない。
      - Membranosorus：コナギ属の一種（Heteranthera dubia）に寄生。休眠胞子堆は単層構造の円盤型。
      - ソロスファエラ Sorosphaera：クワガタソウ属（イヌノフグリなど）に寄生。休眠胞子堆は球形で空洞が多い。
      - テトラミクサ Tetramyxa：ヒルムシロ科に寄生。休眠胞子は4個組。
      - ソロディスクス Sorodiscus：アワゴケ科に寄生。休眠胞子堆は二層構造の円盤型。
      - ボロニナ Woronina：ミズカビ・フハイカビ・フシナシミドロに寄生。休眠胞子堆は特定の形をとらない。
      - オクトミクサ Octomycsa：フハイカビに寄生。休眠胞子は8個組。

    - ファゴミクサ科 Phagomyxaceae
      - ファゴミクサ Phagomyxa：藻類に寄生。